# Saison 1998-1999 de l'IRB Hadjout
 (avril 2014).
Dernière mise à jour : 16 décembre 2013.
Chronologie
Saison précédente Saison suivante
La saison 1998-1999 de l'USMM Hadjout est la 1re saison du club en Division 1. L'équipe évolue en championnat d'Algérie et en Coupe d'Algérie.

## Championnat d'Algérie

### Rencontres de Ligue 1
| Date                 | Heure       | J  | Adversaire    | Lieu                                  | Résultat | Buteurs pour l'USMMH                      |
| 10 septembre 1998    | 14h00 UTC+1 | 1  | MC Alger      | Stade du 5-Juillet-1962 (Alger)       | 1-3      | Adden Rachid 86e                          |
| 17 septembre 1998    | 14h00 UTC+1 | 2  | MC Oran       | Stade du 5-Juillet-1962 (Hadjout)     | 2 - 2    | Abdessmia 42e Igranissi 60e               |
| 24 septembre 1998    | 14h00 UTC+1 | 3  | WA Tlemcen    | Complexe sportif Akid Lotfi (Tlemcen) | 0-2      | /                                         |
| 8 octobre 1998       | 14h00 UTC+1 | 4  | GC Mascara    | Stade du 5-Juillet-1962 (Hadjout)     | 0 - 0    | /                                         |
| 15 octobre 1998      | 14h00 UTC+1 | 5  | JSM Tiaret    | Stade Ahmed-Kaïd (Tiaret)             | 0-2      | /                                         |
| 22 octobre 1998      | 14h00 UTC+1 | 6  | WA Boufarik   | Stade du 5-Juillet-1962 (Hadjout)     | 1 - 1    | Abdessamia 27e                            |
| 9 novembre 1998      | 14h00 UTC+1 | 7  | CR Belouizdad | Stade du 20-Août-1955 (Belouizdad)    | 0-1      | /                                         |
| 12 novembre 1998     | 14h00 UTC+1 | 8  | ASM Oran      | Stade du 5-Juillet-1962 (Hadjout)     | 0 - 0    | /                                         |
| 19 novembre 1998     | 14h00 UTC+1 | 9  | USM Alger     | Stade Omar Hamadi (Bologhine)         | 0-1      | /                                         |
| 26 novembre 1998     | 14h00 UTC+1 | 10 | SA Mohamadia  | Stade du 5-Juillet-1962 (Hadjout)     | 0 - 0    | /                                         |
| 3 décembre 1998      | 14h00 UTC+1 | 11 | USM Blida     | Stade des frères Brakni (Blida)       | 1-2      | Ouahchi 6e                                |
| 14 décembre 1998     | 14h00 UTC+1 | 12 | ES Mostaganem | Stade du 5-Juillet-1962 (Hadjout)     | 0 - 0    | /                                         |
| 17 décembre 1998     | 14h00 UTC+1 | 13 | RC Kouba      | Stade Mohamed-Benhaddad (Kouba)       | 1 - 1    | Igranissi 28e                             |
| 24 décembre 1998     | 14h00 UTC+1 | 14 | MC Alger      | Stade du 5-Juillet-1962 (Hadjout)     | 0 - 1    | /                                         |
| 28 décembre 1998     | 14h00 UTC+1 | 15 | MC Oran       | Stade Ahmed-Zabana (Oran)             | 0-3      | /                                         |
| 28 janvier 1999      | 14h00 UTC+1 | 16 | WA Tlemcen    | Stade Omar Hamadi (Bologhine)         | 0 - 1    | /                                         |
| 1er février 1999     | 14h00 UTC+1 | 17 | GC Mascara    | Stade de l'Unité Africaine (Mascara)  | 5 - 1    | Allague 61e                               |
| jeudi 4 février 1999 | 14h00 UTC+1 | 18 | JSM Tiaret    | Stade du 5-Juillet-1962 (Hadjout)     | 3 - 0    | Igranissi 44e, Termoul 70e, Abdessmia 82e |
| 11 février 1999      | 14h00 UTC+1 | 19 | WA Boufarik   | Stade Mohamed Reggaz (Boufarik)       | 1 - 1    | Abdessamia 86e                            |
| 18 février 1999      | 14h00 UTC+1 | 20 | CR Belouizdad | Stade du 5-Juillet-1962 (Hadjout)     | 0 - 0    | /                                         |
| 11 mars 1999         | 14h00 UTC+1 | 21 | ASM Oran      | Stade Habib-Bouakeul (Oran)           | 0-2      | /                                         |
| 18 mars 1999         | 14h00 UTC+1 | 22 | USM Alger     | Stade du 5-Juillet-1962 (Hadjout)     | 0 - 4    | /                                         |
| 1er avril 1999       | 14h00 UTC+1 | 23 | SA Mohamadia  | Stade Mohamed Ouali (Mohammadia)      | 0-4      | /                                         |
| 22 avril 1999        | 14h00 UTC+1 | 24 | USM Blida     | Stade du 5-Juillet-1962 (Hadjout)     | 0 - 1    | /                                         |
| 20 mai 1999          | 14h00 UTC+1 | 25 | ES Mostaganem | Stade Mohamed-Bensaïd (Mostaganem)    | 3-5      | Hayel 19e, Karfeh 20e 77e                 |
| 24 mai 1999          | 14h00 UTC+1 | 26 | RC Kouba      | Stade du 5-Juillet-1962 (Hadjout)     | 0 - 2    | /                                         |

(*) : Matchs ayant été reportés ou avancés.

## Groupe B (Centre-Ouest)
| Rang | Équipe         | Pts | J  | G  | N  | P  | Bp | Bc | Diff |
| ---- | -------------- | --- | -- | -- | -- | -- | -- | -- | ---- |
| 1    | MC Alger L     | 56  | 26 | 16 | 8  | 2  | 44 | 16 | +28  |
| 2    | CR Belouizdad  | 53  | 26 | 16 | 5  | 5  | 44 | 22 | +22  |
| 3    | WA Tlemcen     | 47  | 25 | 14 | 5  | 6  | 37 | 17 | +20  |
| 4    | USM Alger C    | 44  | 26 | 12 | 8  | 6  | 32 | 17 | +15  |
| 5    | MC Oran        | 43  | 26 | 12 | 7  | 7  | 44 | 25 | +19  |
| 6    | USM Blida      | 42  | 26 | 12 | 6  | 8  | 27 | 27 | 0    |
| 7    | ES Mostaganem  | 36  | 26 | 9  | 9  | 8  | 31 | 31 | 0    |
| 8    | JSM Tiaret P   | 29  | 26 | 6  | 11 | 9  | 22 | 18 | +4   |
| 9    | GC Mascara P   | 28  | 26 | 7  | 7  | 12 | 23 | 26 | -3   |
| 10   | RC Kouba P     | 28  | 26 | 7  | 7  | 12 | 16 | 25 | -9   |
| 11   | ASM Oran P     | 28  | 26 | 6  | 10 | 10 | 20 | 36 | -16  |
| 12   | SA Mohamadia P | 27  | 26 | 6  | 9  | 11 | 22 | 33 | -11  |
| 13   | WA Boufarik    | 16  | 25 | 3  | 7  | 15 | 16 | 46 | -30  |
| 14   | IRB Hadjout P  | 12  | 26 | 1  | 9  | 16 | 14 | 44 | -30  |

Résultat
- Qualifié pour la finale du championnat
- Barrage pour la Coupe arabe
- C : Qualifié pour la Coupe des coupes 2000

Relégation
- Relégation en Division 2
- Relégation en Division 3

Abréviations
C : Vainqueur de la Coupe d'Algérie 1998-99

L : Vainqueur de la Coupe de la Ligue 1998-1999

P : Promus de Division 2

## Coupe d'Algérie
| Date         | Heure       | Tour          | Adversaire        | Stade (ville) | Résultat | Buteurs pour l'USMMH   |
| 4 mars 1999  | 14h00 UTC+1 | 32e de finale | CRB Mecheria (d2) | mascara       | 2 - 1ap  | Amirat 83e, Kerfa 115e |
| 25 mars 1999 | 14h00 UTC+1 | 16e de finale | RC Kouba          | boufarik      | 0 - 2    | /                      |